# Шиповский, Григорий Иванович
Григорий Иванович Шиповский (1751—1811) — российский учёный и переводчик; член Российской Императорской академии наук.

## Биография
Григорий Иванович Шиповский родился, согласно ЭСБЕ, в 1751 году (по данным словаря Половцева в 1753), близ города Суздаля, происходил из духовного звания. 
Образование получил в Московском университете; по окончании курса служил преподавателем во Втором Петербургском кадетском корпусе. Любимым занятием Ш. была словесность, которой он отдавал все своё свободное время. Переводы с иностранных языков, сделанные им, доказывают его трудолюбие. Он, в частности, перевёл следующие сочинения: «Нум Помпилий» Флориана (2 ч.), «Гонзальв Кордуанский» (3 ч.) СПб. 1793 год, а также «Телемак» Фенелона. Перевод поэмы Тассо «Освобожденный Иерусалим» остался неоконченным. 
Переводы Шиповского считались образцовыми и за них он был избран в члены Российской Академии.

## Избранная библиография

### Переводы
- «Гонзалк, или Возвращенная Гренада» Флориана (СПб., 1793; 2-е изд., 1818);
- «Нума Помпилий, второй царь римский» Флориана (СПб., 1788; 2 изд., 1799);
- «Странствование Телемаха, сына Улисса» сочинение Фенелона (СПб., 1803; 2 изд., 1822)[1].